# 朱少麟
朱少麟（1966年10月2日—），本名朱蕙麟，出生於台灣嘉義市，為台灣當代女性作家。

## 簡傳

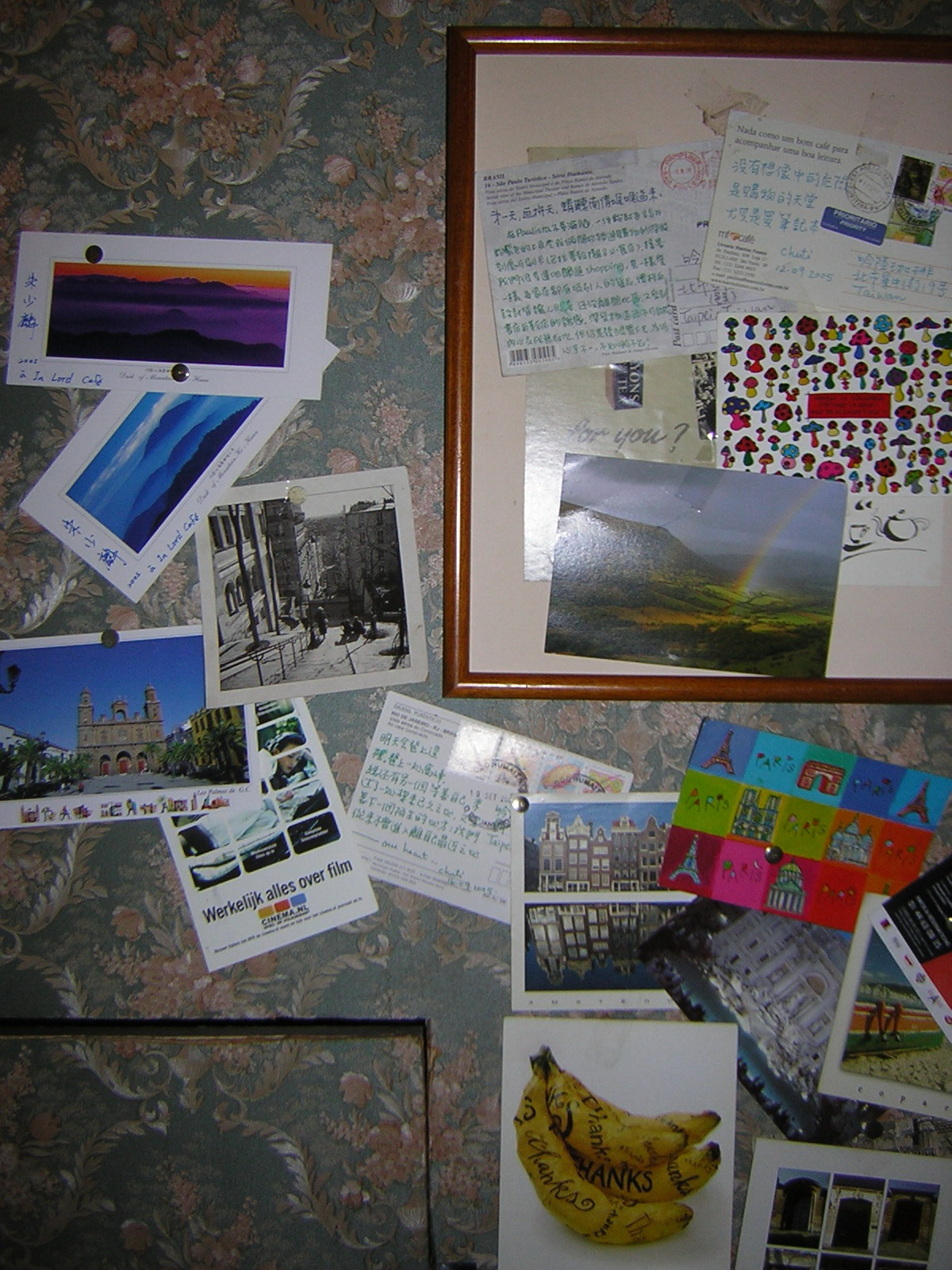
朱少麟留給吟陸咖啡的明信片（左上角二）

朱少麟，曾就讀曉明女中、輔仁大學英國語文學系畢業，早先是在從事政治公關公司工作之餘，挑燈寫下第一本小說《傷心咖啡店之歌》。第二部小說《燕子》之後則專職寫作，五年多後方有第三部小說《地底三萬呎》出版。
2000年，朱少麟獲得中國文藝協會頒發的中國文藝獎章小說創作獎。

## 傷心咖啡店之歌
朱少麟是以素人演員陸弈靜開設的臺北市景美景中街「吟陸商號」（吟陸咖啡，舊名「芙陸咖啡」、「聯禾咖啡」）為藍圖，朱少麟也常在吟陸商號寫作《傷心咖啡店之歌》一書。對於此說，朱少麟沒有直接承認，但曾有報導指出他習慣在隱密的狀態動筆，應不會在咖啡館裡寫作。
吟陸商號於2006年四月轉讓，不再由陸弈靜經營；據媒體訪談朱少麟內容得知，《傷心咖啡店之歌》一書所提及的人物，除了海安之外，均真有其人。

## 著作
目前出版了三本長篇小說：
- 《傷心咖啡店之歌》（1996年10月10日初版，九歌文庫，ISBN 957-560-450-4）
- 《燕子》（1999年3月10日初版，九歌文庫，ISBN 957-560-585-3）
- 《地底三萬呎》（2005年）

## 外部連結
- 博客來專訪朱少麟：從地底三萬呎的深沉夢境站上現實世界（圖文） （页面存档备份，存于）
- 自由時報專訪：她寫了一顆深水炸彈─專訪朱少麟（圖文） （页面存档备份，存于）